# It's About Us
It's About Us es el álbum de estudio debut del dúo americano Alex & Sierra, el cual fue lanzado el 7 de octubre de 2014 bajo los sellos discográficos Columbia Records y Sony Music Entertainment. El primer sencillo que se desprende de este álbum es «Scarecrow», escrita por Alex & Sierra junto a Sam Hollander fue publicado el 23 de junio de 2014.

## Antecedentes
Alex & Sierra ganaron la tercera temporada del reality show americano The X Factor. El ganador del concurso obtenía un contrato discográfico por $1.000.000 de dólares con Sony Music Entertainment. Posteriormente, Alex & Sierra anunciaron que estaría trabajando en su álbum debut 'rápido' y 'bien'. Han estado trabajando con Julian Bunetta, Sam Watters, John Shanks, Toby Gad, Jason Mraz, y el integrante de la boyband One Direction, Harry Styles, y el cantante y compositor ganador del Grammy, John Legend en el álbum. El 3 de mayo de 2014, Alex & Sierra revelaron su primer sencillo, «Scarecrow». El 'vídeo letra' que incluye marionetas en vez de los propios cantantes, fue publicado el 27 de mayo de 2014.
1. Scarecrow			Alex Kinsey, Sierra Deaton, Sam Hollander, Martin Johnson
2. Give Me Something            Alex Kinsey, Sierra Deaton, Ruth-Anne Cunningham, John Ryan, Eddie Serrano, Julian Bunetta
3. Bumper Cars     		Steve Mac, Claude Kelly 
4. Almost Home			Alex Kinsey, Sierra Deaton, Ruth-Anne Cunningham,Sam Hollander, John Shanks, Ali Tamposi
5. Here We Go		        Alex Kinsey, Sierra Deaton, Ruth-Anne Cunningham, John Shanks, Julian Bunetta
6. It's About Us	        Paul Cannon, Jason Mraz, Michael Natter
7. Little Do You Know		Sierra Deaton, Ruth-Anne Cunningham, Ali Tamposi, Toby Gad
8. Cheating			Julian Bunetta, Ali Tamposi, Toby Gad, Ian Franzino
9. Just Kids			Alex Kinsey, Sierra Deaton, Sam Hollander, Ali Tamposi, John Ryan, Steve Shebby
10. I Love You			Johan Carlsson, Harry Styles
11. Broken Home			Alex Kinsey, Sierra Deaton, Sam Hollander, Ali Tamposi, John Ryan, Julian Bunetta
12. Back To You			Alex Kinsey, Sierra Deaton, Jamie Scott
13. All For You			Alex Kinsey, Sierra Deaton, John Ryan, Ruth-Anne Cunningham